# 雷慕沙
雷慕沙（Jean-Pierre Abel-Rémusat，1788年9月5日—1832年6月2日）是一名法国汉学家，是法兰西公学院第一任汉学主席。与朱利斯·克拉普羅特一同为东亚研究做出重要贡献。

## 生平
1788年，雷慕沙出生在巴黎，受过良好的教育，之後學習醫藥專業，從而接觸到關於中醫草藥的論文並引起他的興趣，開始自學中文。5年的学习之后，1811年，雷慕沙發表了一篇關於中文和中國文學的文章。
1814年，法兰西公学院汉学主席由雷慕沙担任，他致力于研究和讲解遥远的大清帝国的文化和历史。
1826年，雷慕沙翻译的《玉娇梨》出版。

## 作品

### 译著
- 《玉娇梨》
- 《风月好逑传》[5]

## 思想
作为1800年代的法国人，雷慕沙倾心研究中国文化，沉醉于中国章回小说和戏曲的丰富多彩，做了自己的翻译尝试。

## 影响
雷慕沙翻译的《风月好逑传》在1827年曾被德国大文豪歌德阅读，晚年曾打算依照该书写一篇长诗，没有来得及写就去世了。

## 家庭
雷慕沙的妻子名叫“珍妮·莱卡曼斯”（Jenny Lecamus）。